# Steve Agee
Steven Douglas Agee (Riverside, 26 febbraio 1969) è un attore, comico, musicista e scrittore statunitense.

## Biografia
Noto per ruoli di Steve Myron nella serie Comedy Central The Sarah Silverman Program e come John Economos nel film di supereroi The Suicide Squad - Missione suicida (2021), ruolo che riprende anche  nella serie televisiva in streaming Peacemaker (2022-in corso). È stato anche il sostituto sul set di Nanaue / King Shark, personaggio poi doppiato da Sylvester Stallone.
Agee è anche un musicista. Ha suonato la chitarra e il basso in vari gruppi rock negli anni '90, e ha collaborato con Brendon Small in passato. Ha suonato il basso in uno spot pubblicitario per Rocksmith 2014 e ha pubblicato un album comico - punk, Scab, il 4 settembre 2021.

## Filmografia

### Cinema
- The Bogus Witch Project, regia di Victor Kargan (2000)
- Sarah Silverman: Jesus Is Magic, regia di Liam Lynch (2005)
- Hotdog - Un cane chiamato Desiderio, regia di Bobcat Goldthwait (2006)
- Super - Attento crimine!!!, regia di James Gunn (2010)
- God Bless America, regia di Bobcat Goldthwait (2011)
- Hit and Run, regia di David Palmer e Dax Shepard (2012)
- The Insomniac, regia di Monty Miranda (2013)
- Dealin' with Idiots, regia di Jeff Garlin (2013)
- The Hive, regia di David Yarovesky (2014)
- Guardiani della Galassia Vol. 2, regia di James Gunn (2017)
- L'angelo del male - Brightburn, regia di David Yarovesky (2019)
- Violet, regia di Justine Bateman (2021)
- The Suicide Squad - Missione suicida, regia di James Gunn (2021)
- Shazam! Furia degli dei, regia di David F. Sandberg (2023)

### Televisione
- Bob's Burgers (2011-2022)
- Community (2014-2015)
- Modern Family (2016) - 1 episodio
- Superstore (2016-2021)
- Peacemaker (2022-in corso) - 8 episodi
- Cabinet of Curiosities (2022)

### Doppiaggio
- Adventure Time (2011-2016)
- The Cleveland Show (2013)

- Rick and Morty (2014)
- Regular Show (2015-2016)
- American Dad! (2016)
- Creature Commandos (2024)

## Doppiatori italiani
Nelle versioni in italiano delle opere in cui ha recitato, Steve Agee è stato doppiato da:
- Stefano Alessandroni in Guardiani della Galssia Vol.2 The Suicide Squad - Missione suicida, Peacemaker, Shazam! Furia dagli dei, Cabinet of Curiosities